# Воєнний стан

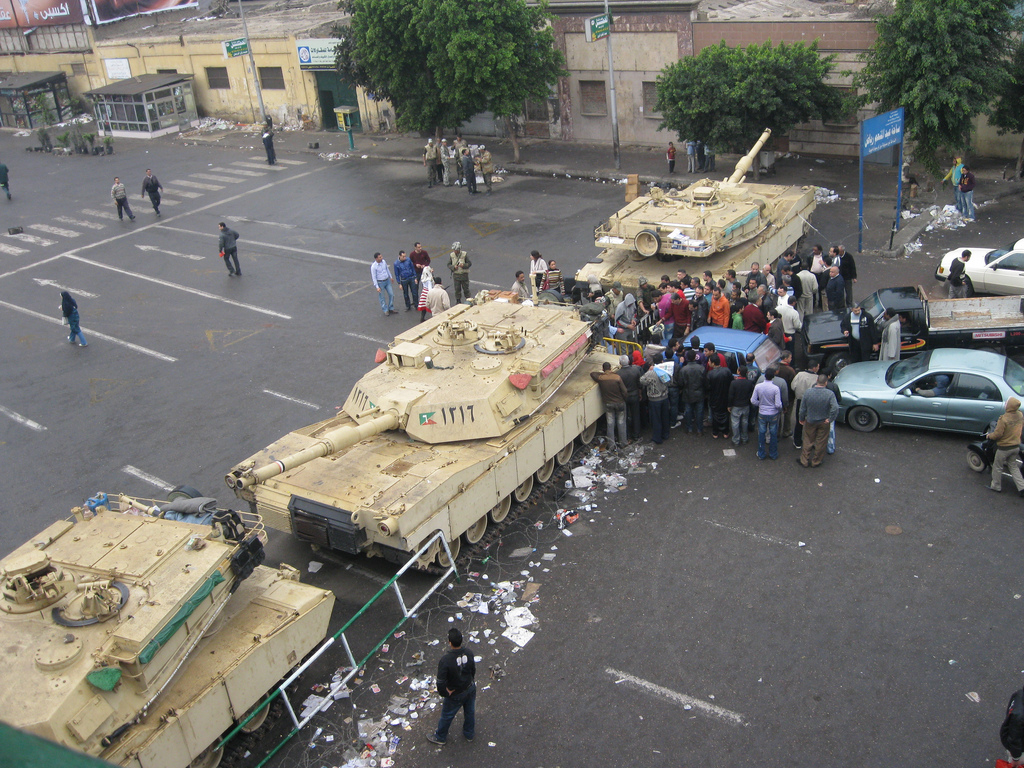
Блокування доріг танками при воєнному стані в Єгипті під час революції 2011 року.

Воєнний стан  — це особливий стан, порядок управління, що запроваджується на всій території держави чи в окремих її місцевостях у разі оголошення війни, збройної агресії або загрози війни, нападу.
Воєнний стан не слід плутати зі станом війни. Національне законодавство визначає регламентацію «воєнного стану», тоді як міжнародне право регулює «стан війни». Оголошення війни, відповідно до міжнародного права, відбувається шляхом звернення до власного народу або уряду держави-супротивника, світової спільноти тощо.

## Основні параметри
Воєнний стан передбачає надання відповідним органам державної влади, військовому командуванню та органам місцевого самоврядування повноважень, необхідних для відвернення загрози та забезпечення національної безпеки, а також тимчасове, зумовлене загрозою, обмеження конституційних прав і свобод людини і громадянина та прав і законних інтересів юридичних осіб із зазначенням строку дії цих обмежень.
За виняткових обставин воєнний стан застосовують для відновлення порядку в країні та збереження цивільної форми врядування, або для об'єднання людей у випадку військового вторгнення іншою країною.

## В Україні
Відповідно до Закону України «Про правовий режим воєнного стану» воєнним станом вважається особливий правовий режим, що вводиться в Україні або в окремих її місцевостях у разі збройної агресії чи загрози нападу, небезпеки державній незалежності України, її територіальній цілісності та передбачає надання відповідним органам державної влади, військовому командуванню, військовим адміністраціям та органам місцевого самоврядування повноважень, необхідних для відвернення загрози, відсічі збройної агресії та забезпечення національної безпеки, усунення загрози небезпеки державній незалежності України, її територіальній цілісності, а також тимчасове, зумовлене загрозою, обмеження конституційних прав і свобод людини і громадянина та прав і законних інтересів юридичних осіб із зазначенням строку дії цих обмежень.
В Україні воєнний стан можуть запровадити на всій її території або в окремих її місцевостях. Запровадження воєнного стану відбувається в декілька етапів:
1. Рада національної безпеки і оборони України подає пропозицію про запровадження воєнного стану Президенту України;
2. Президент України видає відповідний Указ про введення воєнного стану;
3. Верховна Рада України збирається на засідання щодо затвердження Указу Президента України;
4. Після затвердження, Указ підлягає негайному оголошенню через засоби масової інформації або оприлюдненню в інший спосіб.

Обмежень на кількість продовжень воєнного стану в законодавстві немає.